# 中共中央社會部台灣工作站
中國共產黨中央社會部台灣工作站，是中國共產黨在中華民國臺灣省設立的組織，是中共中央社會部的派出機構，1949年10月成立，前身為「臺灣青年解放同盟」和「新民主主義青年團」。

## 成立背景
第二次国共内战後期中共已渡江，蔣中正下野，整個局勢對國民政府非常不利，許多將領、軍閥、學界代表都紛紛倒向中國共產黨，海南島與台灣的解放指日可待，中共中央華東局、中共中央華中局、中共中央社會部都派遣諜報人員滲透至台灣，為即將的解放戰爭蒐集軍情及進行策反，並且加強聯繫海南島的瓊崖縱隊解放海南島。

## 歷史

### 成立
1947年朱芳春在中共敵工部運作下策反北平當地駐軍被傅作義發覺遭到通緝，1948年中共中央社會部部長李克農先後派遣朱芳春(化名于非)、蕭明華、凱、周一粟等多名特工赴台發展組織，朱芳春與蕭明華假扮夫妻來台，在國語日報社擔任編輯並開設「實用心理學」講習，利用講習成立讀書會吸收成員，成立「臺灣青年解放同盟」和「新民主主義青年團」，1949年6月于非回北平述職，中共中央社會部指示，必須不惜代價獲取軍事情報及進行策反工作，停止讀書會，將組織轉為地下改稱對台工作小組，蕭明華負責情報蒐集、保管、密寫工作。
1949年10月非回台後，正式將組織名稱改為中共中央社會部台灣工作站，並轉為地下活動。非返台帶回中共中央社會部部長李克農的兩項指示，即將不惜代價獲取軍事情報及進行策反工作，並停止讀書會將組織轉為地下改稱對台工作小組，將九大任務書寫於信件，包含蒐集海陸空軍情報，策反將領陣前起義、動搖官吏加入、成立武裝和登陸接應點、建立電台等工作，信件由凱轉交給姜民權，姜民權把信件藏在台大宿舍的蚊帳上的蒙皮內。
非來台後吸收蘇藝林負責軍方情蒐、于凱在台大負責學運、馬學樅在國語日報工作與安學林負責交通、孫玉林負責組織財務，周一粟、陳平負責組織地下武力，建立登陸接應點。
孫玉林在花蓮透過幫助陸軍第五十四軍政治部少將主任柏羽笙，讓柏羽笙棲身在自宅這從關係，利用關係認識空軍軍糧補給庫庫長朱冠軍，將軍糧交存孫玉林的泰豐米廠，前後交付約達十五萬斤。孫玉林利用軍糧在市場販售牟利取得資金，用廣益貿易行投資林場，並允諾朱冠軍分與投資林場之利潤，林振成、簡桂生是日本派往南洋作戰的台籍軍伕，有作戰經驗，二二八時，曾糾集同為南洋返台的軍夫抗爭，受孫玉林吸收，加入周一粟領導之林場為掩護，林振成取得台灣銀行十元卷真銅版，在山上印製假鈔，做為購買武器之資。
凱在台大透過社團耕耘社吸收組織成員，與張慶、姜民權成立小組，台大學生路統信爭取族兄路齊書加入組織，搜集馬公軍事地形圖、澎湖潮汐資料及調查軍事情報。

### 解散
1950年2月非遭當局鎖定，蕭明華、凱相繼被逮捕，孫玉林賄賂台灣東部防守區司令部參謀處少校參謀白靜寅為非辦得東部防守區司令部之諜報證，讓非化名趙光鄰攜帶大量軍事情報搭滬廣輪與蘇藝林母親離台返回大陸，1950年8月部隊軍糧短缺，軍隊發現朱冠軍盜賣軍糧，同時，孫玉林也因案落網，相關案情陸續曝光。
由於路齊書曾任軍統局少尉科員，被逮部後與凱關押在同間牢房內，保密局安插路齊書為線民進行情蒐，並安排兩位幹員化名吳捷、于子斌關入牢房，伺機竊聽凱與其他成員對話，發現蘇藝林在大陸時即發展共同來台之宮樹桐等人。梁鍾濬獲判無罪後向凱請求交接組織。同時利用孫清河等人轉汙點證人，將全案偵破。
1951年7月全案偵查進入後續收網階段，調查局在香港新聞天地週刊刊登整刊的特稿，以李克農照片為封面，標題中共社會部首領李克農的潛台組織已被一網打盡。

## 他案
中國共產黨中央社會部台灣工作站成員主要是由中共中央派遣之諜報成員來台組織，由於非透過國語日報編輯為掩護發展共諜組織，因此一般稱為國語日報匪諜案，保密局分成數次，抽絲剝繭，而軍法局分批判決成案，多達116人被審判、其中108人被判刑，共計有吳國祥、蕭明華、嚴明森、蘇藝林、安學林、周一粟、田子彬、劉維杰、白靜寅、余熙、徐毅、葛仲卿、陳平、宮樹桐、梁鍾濬、李國萃、林範、龍亞電、龍道典、王隆煜、段光洪、凯、馬學樅、林振成、簡桂生、孫玉林、張慶、譚興坦、周哲夫、鄭福春、陳詩俊、遲紹春、蘇爾挺、鄭臣嚴、李學驊，35人被判處死刑，另有朱冠軍因貪汙而被處死。
相關案件如下：
- 蕭明華案

蕭明華落網後，以心理學班學生為主要偵辦對象，逮捕朱瑜、洪世鼎、袁一士、陳一匡等共15人，本案以蕭明華為案頭，吳國祥、周哲夫、蕭明華、鄭福春共4人被判處死刑。
- 蘇藝林案

以國語日報社內為主，蘇藝林為案頭，並因為凱交付姜民權藏匿之李克農諜報指示而衍生出的大案。本案共牽連59人，包含台大學生、國語日報社員與中共中央社會部核心成員，本案共有嚴明森、蘇藝林、凱、安學林、馬學樅、周一粟、田子彬、林振成、簡桂生、劉維杰、白靜寅、余熙、孫玉林、張慶、徐毅、葛仲卿、譚興坦、李學驊、陳平，共19人被判死刑。其中凱原本被保密局策動為證人，但因提供情報不力為由，依舊判處死刑槍決。
- 梁鍾濬案

梁鍾濬因蘇藝林等人證詞提及無意間透露情報而遭偵訊，在獄中被情治人員偵得凱在外之諜報活動，並將蘇爾挺等相關人無罪釋放後，用信件釣魚方式偵破，此案共計有宮樹桐、梁鍾濬、陳詩俊、遲紹春、蘇爾挺、李國萃，六人被判處死刑。
- 鄭臣嚴等叛亂案

陳平吸收鄭臣嚴、王隆煜、吳作樞、陳華等4人加入「新民主主義青年團」，由於鄭臣嚴台灣省警察學校訓導員，吸收第一期學生，導致林範、鄭臣嚴、龍亞電、龍道典、王隆煜，五人被判處死刑。
- 段光洪案

國防部第二廳技術研究室研究員段光洪受重慶大學同學指示聯繫馬學樅與嚴明森搭上線，洩漏統計機器情報密碼給嚴明森，李靜昌在國語日報任職受非吸收，建中教師吳冶民與兒子吳乃天，與非聯繫受牽連。本案段光洪獲判死刑，李靜昌，煽惑軍人逃叛未遂判刑15年，吳冶民、吳乃天知匪不報判刑5年，吳乃天於審訊時身亡。
- 受凱牽連

台大學生林恭祖、郭仕樵、黃雲燦、蘇炳炎、宋麟風等多名都因參加耕耘社，受到羈押或感訓等刑期。
- 受非牽連

李秉權為非之學生，任職九龍海關，因知匪不報判刑7個月。
- 受蘇藝林牽連

陸軍指揮參謀學校上校教官張國維因引薦蘇藝林任作戰處長未果，又協助蘇藝林母親逃離台灣，被判處無期徒刑，1972年六二九專案減刑為15年徒刑1974年獲釋。吳殿魁因蘇藝林交付書籍並與凱閒談時認為應多與同學聯繫以利叛亂之進行被判處12年徒刑。劉松三因與蘇藝林談話背叛2年感化。
- 獄中受牽連

大甲警察分局警員楊蔚經調查均無為匪實據，但是向同監押犯陳正宸、路齊書、蘇爾挺等大發牢騷，被判感化三年。